# Битва за Лейте
Битва за Лейте — частина Тихоокеанської кампанії Другої світової війни, бойові дії американських військ і філіппінських партизан під командуванням генерала Дугласа Макартура проти японської імператорської армії на чолі з генералом Томоюкі Ямашіта на острові Лейте з 17 жовтня по 26 грудня 1944 року. Битва за Лейте стала початком Філіппінської кампанії 1944—1945 років по звільненню всього Філіппінського архіпелагу від 3-річної японської окупації.

## Передумови

Американські десантні кораблі наближаються до Лейте, жовтень 1944-го року

Японія захопила Філіппіни в 1942 році, тому що вони були життєво важливими для участі Японської імперії у Другій світовій війні, оскільки контролювали морські шляхи на Борнео та Суматру, з яких постачалися гума та нафтопродукти.
Для США захоплення Філіппін було ключовим стратегічним кроком в ізоляції імператорської Японії на Тихоокеанському театрі бойових дій. Також звільнення Філіппін було справою честі для Макартура. В березні 1944 року Об'єднаний комітет начальників штабів наказав Макартуру планувати напад на півдні Філіппін до кінця року та на Лусон на початку 1945 року. В липні 1944 року Рузвельт зустрівся з Макартуром та Німіцом на Гаваях, де було прийнято рішення про вторгнення на Філіппіни, територія яких може бути використана для будівництва авіабаз для продовження бойових дій на Тихоокеанському театрі воєнних дій.
Протягом літа 1944 року літаки з авіаносців 3-го флоту США під командуванням Вільяма Голсі здійснили кілька успішних операцій на Філіппінах. Холсі рекомендував пряме вторгнення на Лейте.

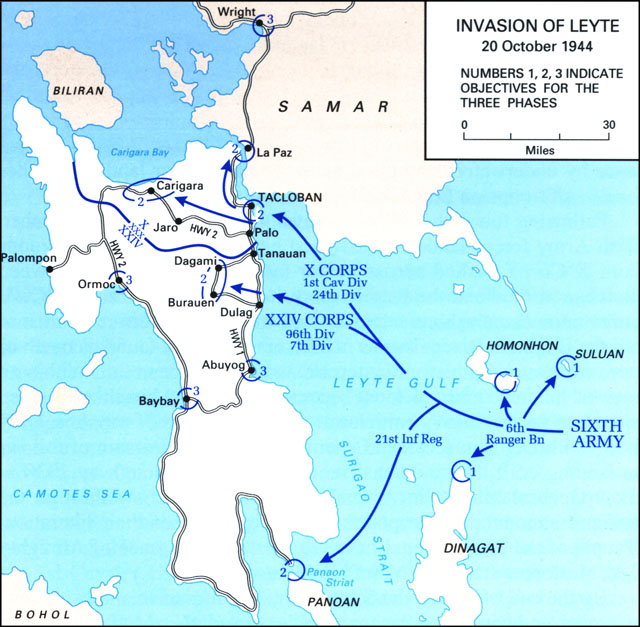
Карта вторгнення на Лейте 20 жовтня 1944 року

Лейте один з найбільших островів Філіппін, має численні глибоводні затоки, гавані і піщані пляжі, які дають можливість висадки десантів та швидкого поповнення запасів. Розмістивши на Лейте військові аеродроми та бази американці могли б атакувати будь-яке місце на архіпелазі.
Гірський хребет покритий густими лісами розмежовує острів з півночі на південь на дві прибережні рівнини. Високі гірські вершини понад 4400 футів (1 300 м), а також яри та печери створювали багато можливостей для оборони.
Населення Лейте — близько 900 000 осіб — в основному фермери та рибалки, зазнавали репресій від японців, тому організували партизанський рух, на підтримку якого розраховували американці. Чисельність японських військ за оцінками американської розвідки становила близько 20 000 військових.

## Битва

### Висадка
Підготовчі операції для вторгнення на Лейте почалися на світанку 17 жовтня із захоплення рейнджерами трьох невеличких острівців в затоці Лейте. Незважаючи на затримку через шторм рейнджери були на островах Сулуан та Дінагат вже о 08:05. На Сулуані вони розігнали невелику групу захисників та зруйнували радіостанцію, Дінагат виявися незайнятим. Наступного дня був захоплений острів Хомонхон без будь-якого супротиву. На островах Дінагат і Хомонхон рейнджери встановили навігаційні вогні для десантних кораблів.
20 жовтня о 10:00 після чотирьох годин обстрілу важкої артилерії 6-та армія висадилася на пляжі острова Лейте. 10-й корпус захопив ділянку пляжу шириною 4 милі (6,4 км) між аеродромом Таклобан та річкою Пало. 15 миль (24 км) на південь 24-а піхотна дивізія захопила прибережну смугу довжиною 3 милі (4,8 км) між Сан-Хосе та річкою Дагуйтан. Під час висадки американські війська зустріли опір, не стільки японського вогня, як болотистої місцевості. Протягом години висадки були забезпечені глибокі плацдарми для розвантаження важких транспортних засобів та великих обсягів продовольства і боєприпасів. Лише в секторі висадки 24-ї дивізії вогонь противника змусив десант сісти на кораблі знову.
До кінця дня 6-та армія захопила плацдарм в 1 милю (1,6 км) вглиб та 5 миль (8 км) шириною.
Японський генерал Макіно перемістив свій командний пост з Таклобану в місто Дамагі. Японці намагалися контратакувати 24-ту піхотну дивізію вночі, але безрезультатно.

### Бойові дії в долині Лейте

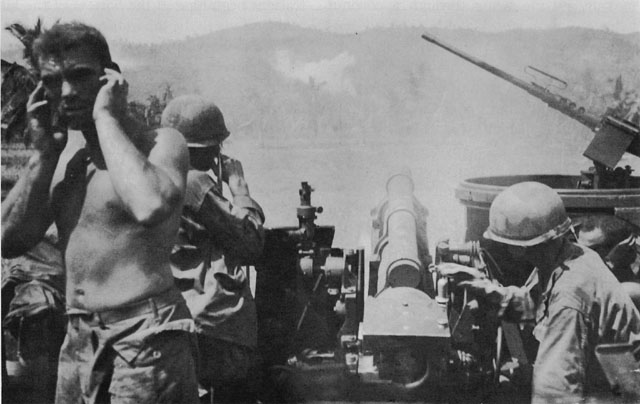
Американська 105-міліметрова (4,1 дюйма) гаубиця веде вогонь в районі пагорба Катмон

6-та армія за кілька днів захопила значні території скориставшись безпорадним та неузгодженим опором противника. 23 жовтня генерал Макартур головував на церемонії по відновленню цивільного уряду провінції.
10-й корпус та 24-та піхотна дивізія просунулися вглиб острова. Станом на 1 листопада північне узбережжя острова було в зоні видимості американських військ, а наступного дня 2-га кавалерійська бригада захопила порт Карігара. Під контролем японців залишився лише один великий порт Ормок на західному узбережжі Лейте.
З 24 корпусу генерал Ходж направив два підрозділи в південну частину долини Лейте, де знаходилися кілька аеродромів та баз постачання японців. 96-та піхотна дивізія була направлена для зачистки пагорбу Катмон, 1400 футів (430 м), найвища точка на плацдармах обох корпусів, яку японці використовували для спостереження та обстрілу десантних суден, які наближалися до пляжу. Після триденного бою, 28 жовтня, 382-й піхотний полк захопив ключову японську базу постачання Табонтабон, вбивши близько 350 японців. Одночасно два батальйони, один з 381-го піхотного полку, другий з 383-го піхотного полку, долаючи запеклий опір японців, повільно підійшли до протилежних сторін пагорбу Катмон. 31 жовтня пагорб Катмон був повністю захоплений. Американці зачистили 53 доти, 17 печер та декілька важких артилерійських позицій.
Американські війська захопили Дамагі 30 жовтня, що змусило генерала Макіно евакуювати свій командний пост далі на захід.

### Японські контратаки
Маючи в своєму розпорядженні близько 432 000 японських солдатів на Філіппінах, генерал Ямашіта вирішив головні оборонні зусилля спрямувати на Лейте. 21 жовтня 1944 року він наказав 35-й армії координувати свої дії з японським імперським військово-морським флотом. 16-та дивізія підсилена 30-ю стрілецькою дивізією була відправлена з Мінданао в затоку Ормок на Лейте. Окрім цього на Лейте були відправлені додаткові підрозділи, які висадилися там 25 жовтня.
Як тільки 6-та армія просунулася вглиб острова, японці завдвли удару у відповідь з повітря і на морі. 24 жовтня близько 200 японських літаків атакували американські плацдарми. Денні та нічні авіанальоти тривали протягом наступних чотирьох днів. Також японці застосовували тактику камікадзе, атакуючи великі судна Союзників.
Командування Імперського флоту Японії розробило план знищення ВМС США, що підтримують дії армії. План полягав в атаці трьох основних груп, які включали чотири авіаносці та декілька літаків на борту, як приманку, заманивши третій флот американців на північ від затоки Лейте. Якщо приманка спрацює успішно, то інші дві групи, що складалися з важких надводних кораблів, увійдуть в затоку та нападуть на американські транспорти.
23 жовтня американці виявили кораблі противника. Літаки та кораблі Союзників вийшли на перехоплення розпочавши битву в затоці Лейте, найбільший морський бій Другої світової війни. Битва тривала з 23 по 26 жовтня 1944 року. Японці зазнали нищівної поразки. Проте незважаючи на поразку японцям вдалося до 11 грудня перекинути на Лейте понад 34 000 військовослужбовців та понад 10 000 тон вантажів через порт Ормок на західному узбережжі.

### Долина Ормок
Японські підкріплення були серйозною проблемою для Макартура. Замість запланованої зачистки східної частини Лейте, 6-й армії необхідно було готуватися до складних боїв в горах, які включали висадку трьох резервних дивізій.
Генерал Вальтер Крюгер запланував оточити долину Ормок 10-м корпусом з півдня та 24-ю піхотною дивізією з півночі. Щоб подолати очікуване збільшення опору, Крюгер мобілізував свої резерви, 32-гу і 77-му піхотні дивізії, а Макартур — 11-ту десантну дивізію. 3 листопада 34-й піхотний полк почав рух на північ вздовж узбережжя до повороту в гори.
8 листопада почався сильний дощ, який сильно сповільнив просування американців. Протягом цієї фази операції у американців з'явилися перші логістичні проблеми. Гірський рельєф і непрохідні дороги змусили 6-ту армію імпровізувати та використовувати для доставки провіанту та боєприпасів артилерійські трактори, вантажівки та сотні босоногих філіппінськиї носіїв. Через перебої в постачанні темпи атак знизилися, особливо на півночі.
В ніч на 4 грудня транспортні засоби 776-го амфібійного батальйону вийшли в море і обійшли південне узбережжя Лейте та висадилися на захід від Балоло. Ця тактика виявилася ефективною, заплутавши японців. До 8 грудня американські війська захопили пагорби та навколишні гірські хребти і вже 12 грудня були на відстані 10 миль (16 км) на південь від міста Ормок.
Тим часом, на західному узбережжі Лейте на південь від міста Ормок висадилася 77-ма піхотна дивізія генерал-майора Ендрю Брюса. Таким чином японські війська опинилися затиснутими між двома силами.

## Наслідки
Кампанія на Лейте була першою і найважливішою операцією американців по захопленню Філіппін. Японські втрати армії та флоту були важкими, зокрема армія втратила чотири дивізії та декілька окремих бойових підрозділів, а флот — 26 бойових кораблів і 46 транспортів. Операція також знизила ефективність японських повітряних сил вдвічі.
Близько 250 000 японських військовослужбовців ще залишалися на острові Лусон, але втрата повітряної та морської підтримки звузили можливості генерала Ямасіти.